# Potentilla tollii
Potentilla tollii är en rosväxtart som beskrevs av Ernst Rudolf von Trautvetter. Potentilla tollii ingår i Fingerörtssläktet som ingår i familjen rosväxter. Inga underarter finns listade i Catalogue of Life.